# 西日本食品工業
西日本食品工業株式会社（にしにほんしょくひんこうぎょう）は、熊本県熊本市に本社を置く食品メーカーである。
会社のロゴマークは「白鳥印」。
取り扱い商品は、春雨（落下式製法によるもの）、カップ太平燕、食用重曹（「タンサン」という商品名）、ベーキングパウダーなど。

## 沿革
- 1950年（昭和25年） - 長田庄司が熊本市本山町にて、タンサン、ベーキングパウダー等の製造販売を開始。
- 1955年（昭和30年） - 合資会社西日本食品工業所となる。この頃から春雨の製造に着手[1]。
- 1963年（昭和38年） - 本社を熊本市御幸笛田町（現・南区幸田）に移転。「落下式はるさめ」の生産を開始。
- 1965年（昭和40年） - 現在の西日本食品工業株式会社を設立。また、合資会社西日本食品工業所を合資会社西日本商事に社名変更。[2]
- 2001年（平成13年） - 中国の天壇粉糸公司と共に、緑豆はるさめの合弁会社である招遠西日本食品公司を設立[3]。